# Parafia św. Józefa w Camden
Parafia św. Józefa w Camden (ang. St. Joseph's Parish) – parafia rzymskokatolicka położona w Camden w stanie New Jersey w Stanach Zjednoczonych.
Jest ona wieloetniczną parafią w diecezji Camden, z mszą św. w j. polskim dla polskich imigrantów.
Ustanowiona w 1892 roku i dedykowana św. Józefowi.

## Szkoły
- Saint Joseph High School